# 丹麦共产主义青年
丹麦共产主义青年（丹麥語：Danmarks Kommunistiske Ungdom）是丹麦的一个青年政治组织。2009年11月21日，该组织在奥胡斯成立，当时取名为青年共产党人，作为丹麦共产党的青年翼。该组织的前身是存在于1919年—1990年的丹麦共产主义青年。2011年4月，丹麦国内共产党的青年党员也加入该组织，该组织遂成为丹麦共产党和丹麦国内共产党共同的青年翼。该组织与工人共产党有非正式合作关系。2015年，在世界民主青年联盟哈瓦那大会上，该组织成为前者的成员。2023年，该党第三次成员大会决定，成员不得加入“竞争组织”或“实行民主集中制”的其他组织，因此该组织不再是丹麦共产党、丹麦国内共产党、工人共产党等3个共产主义政党的共同青年翼。
该组织以马克思列宁主义为指导思想。该组织曾派代表参加欧洲共产主义青年组织会议。